# Adromischus subdistichus
Adromischus subdistichus är en fetbladsväxtart som beskrevs av Makin och P. Bruyns. Adromischus subdistichus ingår i släktet Adromischus och familjen fetbladsväxter. Inga underarter finns listade i Catalogue of Life.

## Bildgalleri

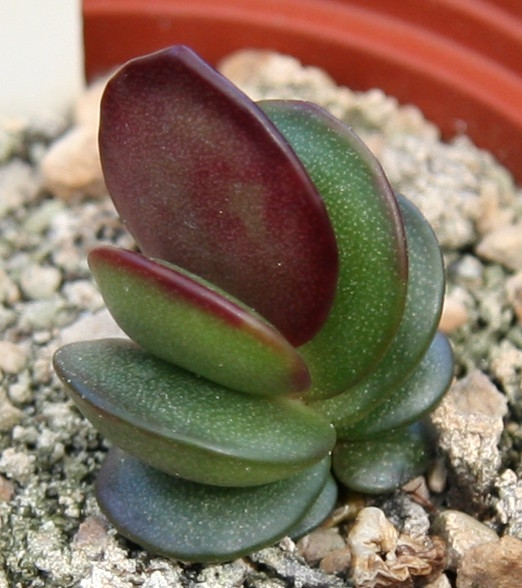